# Caroline Luigini
Caroline Luigini, dite Câline (née le 2 novembre 1873 à Lyon et morte le 5 juillet 1968 à Villiers-sous-Grez), est une musicienne, harpiste et professeur de harpe française d'origine italienne, issue d’une famille de musiciens de Modène, qui fut l'élève de Saint-Saëns.

## Biographie
Fille du compositeur et chef d'orchestre Alexandre Luigini, Caroline Luigini se marie le 2 juillet 1902 avec le peintre Victor Tardieu (1870-1937). Elle est la mère de l'écrivain Jean Tardieu (1903-1995).
Alors qu'elle était l'assistante d'Alphonse Hasselmans, alors professeur de harpe au Conservatoire de Paris, elle eut parmi ses élèves Germaine Tailleferre, dont elle devint l'amie et qui écrivit pour elle Le petit livre de harpe de Madame Tardieu (1913-1917), un recueil de dix-huit pièces brèves pour harpe, qu'elle utilisait pour ses concerts et ses leçons.
Elle meurt en 1968 à Villiers-sous-Grez, à l'âge de quatre-vingt-quatorze ans.